# Rutube
Rutube («Рутьюб», или «Рутуб») — российский онлайн-сервис для хостинга и просмотра видео. Предоставляет различный набор инструментов для создания и обработки видеоконтента. Поддерживает различные форматы блогов и стримингового вещания. Использует собственные модели популяризации и монетизации контента. Является копией оригинального видеохостинга YouTube, в связи с чем, наряду с политической ангажированностью, имеет неоднозначные оценки качества.
На платформе доступны как частные, так и корпоративные блоги. Наиболее популярные форматы — развлекательные шоу, онлайн-трансляции, стриминговые эфиры ТВ-каналов, блоги, мастер-классы, телепередачи, кино и сериалы.
Rutube производит собственный оригинальный контент в разных категориях: развлечения, юмор, спорт, киберспорт, образование, путешествия, детский контент и прочие.
Rutube входит в цифровые активы «Газпром-медиа», управляется компанией ООО «Руформ», 100 % которой были консолидированы холдингом в конце 2020 года.

## История

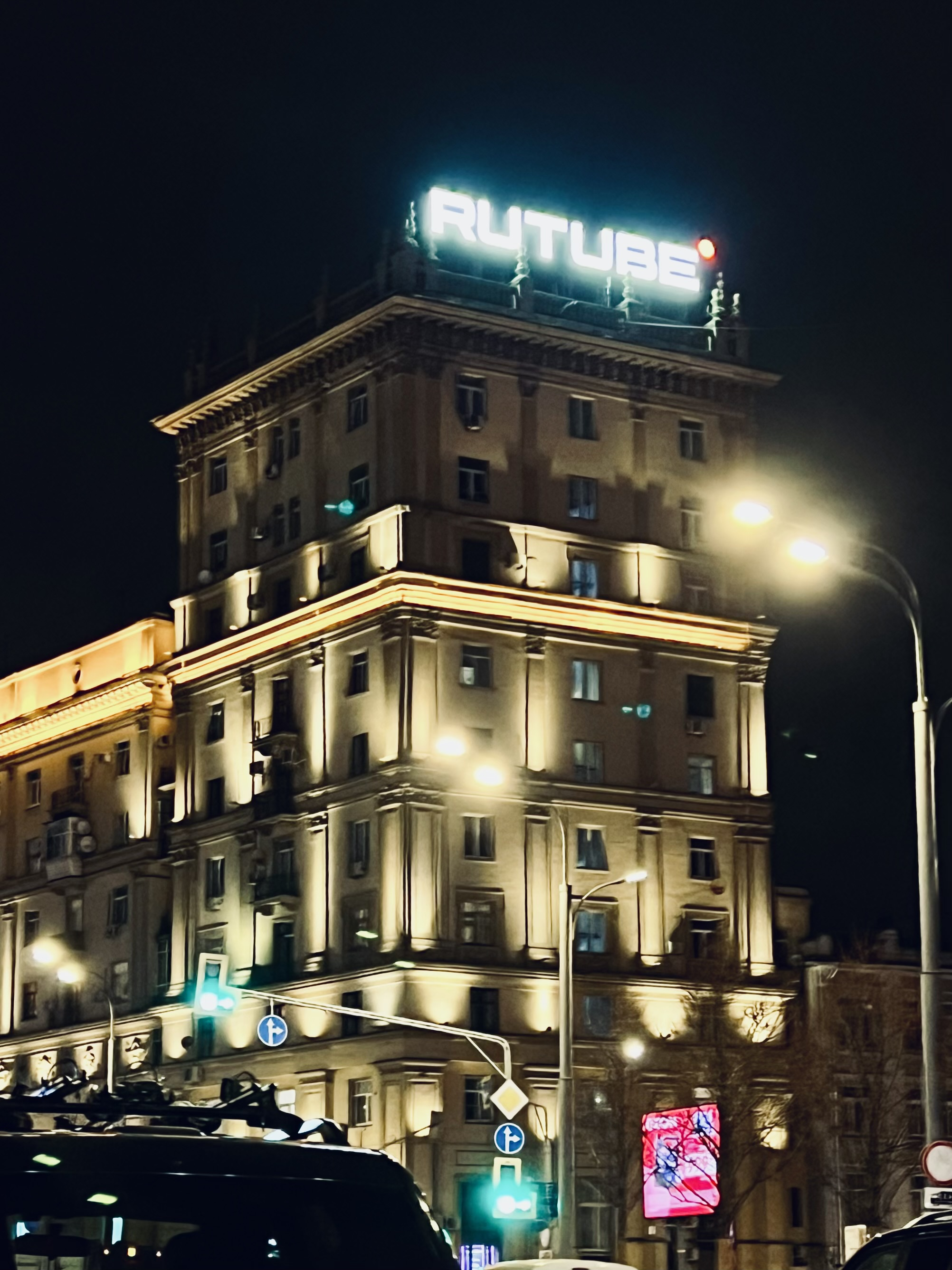
Реклама Rutube в Москве (2024)

Rutube был запущен в 2006 году предпринимателями из Орла Олегом Волобуевым и Михаилом Паулкиным.
В 2007 году сервис заинтересовал нескольких частных инвесторов — венчурный фонд Mangrove Capital Partners и холдинг «Газпром-медиа», выходивший на рынок интернет-проектов. Переговоры с «Газпром-медиа» начались летом 2007 года.
В 2008 году холдинг «Газпром-медиа» приобрел контрольный пакет акций Rutube. Компания была оценена в 15 млн $, у создателей проекта остались мотивировочные доли. В этом же году было выпущено первое приложение для iPhone.
В марте 2011 года на Rutube стартовал проект онлайн-кинотеатра Now.ru, в библиотеку которого вошёл лицензионный контент Sony Pictures, The Walt Disney Company, Warner Bros., Playboy, Lionsgate, BBC, MTV и Nickelodeon.
Весной 2011 года внимание СМИ привлёк обряд освящения серверов видеохостинга, который провёл православный священник по инициативе генерального продюсера Rutube Юрия Дегтярева. Сообщалось, что видеохостинг планировал получить благословение Совета муфтиев и главного раввина России.
В мае 2012 года в рамках запуска новой версии сайта был представлен новый логотип Rutube, разработанный американской студией Cuban Council — авторами лого социальной сети Facebook. Компания отказалась от зелёного корпоративного цвета (новый логотип выполнен в чёрном и белом вариантах), а также от заглавной буквы T в середине названия, чтобы не иметь пересечений с YouTube. Помимо редизайна логотипа и сайта холдинг «Газпром-медиа» также заявил об изменении стратегии и позиционирование компании в целом.
В 2013 году RUTUBE, представители правообладателей и интернет-компаний подписали меморандум о сотрудничестве, направленный на предотвращение использования пиратского видео в интернете. Среди поддержавших инициативу: «Мосфильм», ВГТРК, СТС Media, Российская антипиратская организация, Национальная Медиа Группа, Ivi.ru, Zoomby.ru, Mail.ru Group и др.
В 2014 году планировалось изменение структуры акционеров в рамках сделки между «Ростелекомом» и холдингом «Газпром-Медиа». Предполагалось, что Rutube будет объединён с специализирующимся на телевизионном контенте Zoomby.ru с ориентированным на кинофильмы Now.ru под единым брендом. Сделка была одобрена Федеральной антимонопольной службой, но после перестановок в руководстве «Газпром-Медиа» от неё отказались.
В феврале 2015 года RUTUBE стал партнёром детской поисковой системы «Спутник. Дети», представив видеозаписи из безопасного детского раздела в поисковой выдаче. В июне контент видеохостинга появился в отдельном разделе сайта «В метро» в рамках сотрудничества Rutube и оператора Wi-Fi сети Московского метрополитена «МаксимаТелеком». В октябре контент Rutube появился на обновлённом «Кинопоиске». В этом же году RUTUBE выпустил приложения для телевизоров с функцией Smart TV на платформах Android TV и Apple TV, а также для телевизоров LG и Samsung на операционных системах WebOS, Netcast и Tizen.
С конца 2019 года RUTUBE работал на платформе List, на которой можно было смотреть видеоконтент без рекламы. Для получения доступа к контенту необходимо было пройти опрос, а также авторизоваться через систему Pass.Media.
В апреле 2021 года видеохостинг Rutube получил обновление. Изменения затронули веб-версию сайта — был проведён полный редизайн с переработанной структурой, улучшенной навигацией и новым цветовым оформлением. Был значительно изменён дизайн, переработан плеер и появились новые полезные функции. Также стало возможным смотреть видео без регистрации, загружать ролики через встроенную студию, создавать тематические плейлисты, оставлять комментарии под видео, монетизировать контент. Сообщается, что в будущем появится функция живых трансляций, а в третьем квартале — продажа товаров в прямом эфире и загрузка подкастов. Летом 2021 года генеральным продюсером Rutube стал Давид Кочаров.
1 апреля 2022 года Rutube снова провел ребрендинг: был изменён логотип и внешнее оформление веб-версии сайта, также было объявлено об обновлении мобильного приложения в середине апреля 2022 года.
В апреле Минобрнауки разослало вузам письмо с просьбой перенести свой контент с YouTube на российские платформы Rutube и VK, позже ведомство уточнило, что речь идёт о дублировании и отсутствии запрета на выкладывании новых видео на YouTube.
В июле 2022 года Rutube представил свой цифровой аватар. Его изображение напоминает человечка из детского рисунка. В самой компании объяснили, что такой персонаж выбран не случайно. Он символизирует простоту и доступность сервиса для каждого пользователя.
В августе 2022 года Apple потребовала от Rutube скрыть материалы официальных российских СМИ в своём iOS-приложении либо сделать его доступным только в России. В противном случае в американской компании угрожали удалить приложение Rutube из магазина AppStore. В ответ российский видео-хостинг решил выбрать второй вариант.
В мае 2023 года Роскомнадзор включил Rutube в российский реестр соцсетей, которыми пользуются более 500 тысяч человек в день.
11 сентября 2024 года Rutube представил рекламную платформу Rutube Media. Площадка создана на основе собственного плеера, который интегрирован в различные сайты. С августа по декабрь 2024 года на Rutube было перенесено более 9,5 млн видеороликов с YouTube.
В ноябре 2024 года видеохостинг получил лицензию Роскомнадзора на вещание собственного телеканала под названием Rutube TV, где будут транслироваться контент информационно-развлекательного характера.
В апреле 2025 года руководство «Газпром-медиа» анонсировало планы объединения Rutube с сервисом вертикальных видео Yappy и онлайн-кинотеатром Premier. В результате возникнут новые платформы под названием Rutube Shorts и Rutube Premier.

### Сбои в работе
9 мая 2022 года сайт подвергся самой масштабной за свою историю кибератаке и был недоступен в течение нескольких дней. В компании Positive Technologies, которая устраняла последствия взлома, заявили, что сайт был заблаговременно взломан ещё в начале марта 2022 и подготавливался к громкой массовой атаке. Ответственность за атаку взяла на себя хакерская группировка Anonymous. В своём сообщении в социальной сети Twitter хакеры заявляли, что «Rutube, вероятно, исчез навсегда».

### Блокировки
В августе 2024 года Rutube был удален из магазина App Store, а в октябре приложение исчезло из Google Play, оставшись при этом доступным в США.
3 октября 2024 года стало известно о блокировке сервиса в Молдове.
29 марта 2025 года сайт был заблокирован в Турции из-за рекламы азартных игр и на фоне протестов после ареста Экрема Имамоглу. Сам видеохостинг опроверг факт блокировки.
16 апреля 2025 года был временно заблокировали в Узбекистане. Один Telegram-канал сообщил, что в некоторых случаях появлялось уведомление о блокировке на основании постановления Кабинета министров №707 от 5 сентября 2018 года, регламентирующего ограничения доступа к информационным ресурсам. Между 14:00 и 17:00 доступ к Rutube пропадал и восстанавливался несколько раз. В Агентстве информации и массовых коммуникаций также заявили, что Rutube не блокировался, допустив, что проблема могла быть связана с техническим сбоем.

## Возможности сервиса
Rutube позволяет смотреть видео без регистрации, даёт возможность создавать тематические плейлисты и делиться ими с другими пользователями. Любой загружаемый пользователем контент проходит обязательную модерацию (по состоянию на 2022 год ежедневно отклоняются 7-10 % роликов) и может быть отклонен в случае несоответствия правилам площадки. Система рекомендаций упрощает навигацию по сервису и выбор релевантных видеороликов, основываясь на интересах пользователя. На Rutube есть формат платных подписок, открывающий доступ к эксклюзивному контенту: фильмам, сериалам, мультфильмам, прямым эфирам и рейтинговым шоу. По состоянию на 2022 год на Rutube отсутствует публичный счётчик просмотров роликов. На Rutube имеется возможность блокировать просмотр видео в зависимости от местоположения зрителя. Например, большинство видео в 2014—2022 году были недоступны на территории Донецкой и Луганской области. После аннексии их Россией в 2022 Rutube постепенно стал разблокировать видео для данных регионов.
Пользователи сервиса могут заводить свои каналы, загружать видео через Rutube Studio, вести трансляции. Любой подписчик сервиса имеет возможность монетизировать свой канал и размещаемый в нём контент, используя рекламные форматы, донаты, платную подписку. Такая возможность появляется после достижении 5 тыс. просмотров на канале. В марте 2022 года была включена функция мгновенной публикации видео без модерации для каналов, прошедших верификацию. С августа 2024 года существует функция переноса собственных видеороликов с YouTube, которая включается «Настройка канала» на Rutube.
Приложение Rutube доступно на устройствах iOS, Android, HarmonyOS, платформах Smart TV.

## Аудитория
На декабрь 2021 года количество уникальных пользователей, активно просматривающих видео, увеличилось до 11,6 миллиона в месяц на самой платформе и до 17,7 миллиона вместе с просмотрами встроенных видео на других сайтах. Общее количество посетителей Rutube превысило 30 миллионов в месяц.
Количество посещений Rutube выросло с 7,7 миллиона в январе 2022 года до 50,1 миллиона в марте 2022 года.
В июне 2024 года среднесуточная аудитория сервиса выросла в 2,1 раза по сравнению с аналогичным периодом прошлого года, достигнув 4,4 млн пользователей. Главной причиной этого называется появление на площадке пиратского контента ушедших из России киностудий и стриминговых сервисов. Согласно опросу компании edna, опубликованному в декабре 2024 года, после блокировки YouTube в России 11 % россиян перешли на платформу Rutube.

## Собственники и руководство
В 2009—2011 годах гендиректором Rutube был Ильичёв, Михаил Георгиевич.
В 2016 году создана компания «Руформ» путем объединения Rutube с сетью дистрибуции легального контента Pladform, через которую размещается видео на российских онлайн-площадках. Акционерами «Руформа» являются «Газпром-медиа» (33,3 %) и текущие владельцы Pladform (66,7 %). В результате платформа получила доступ к технологиям для дистрибуции контента в цифровой среде.
В 2020 году холдинг «Газпром-медиа» стал владельцем 100 % ООО «Руформ»: состоялась регистрация перехода права собственности на долю в ООО «Руформ» к ООО «Интерфакс-ТВ», входящему в холдинг «Газпром-медиа».
В феврале 2022 года новым генеральным директором Rutube был назначен Александр Моисеев, заменивший Алексея Назарова, который покинул компанию спустя полгода после назначения.

## Правовое регулирование
В апреле 2025 года на мероприятии «Форум безопасности интернета» руководитель Rutube сказала, что в случае нарушений со стороны пользователей сайта информация о них передаётся в правоохранительные органы.

## Критика
В апреле 2021 года журналистам издания «Открытые медиа» не удалось загрузить ролики-расследования ФБК «Дворец для Путина. История самой большой взятки» и «Дело раскрыто. Я знаю всех, кто пытался меня убить». При этом премодерацию прошли другие тестовые ролики, в том числе сюжет телеканала «Россия» о вилле, на которой проживал Алексей Навальный в Германии (который был удалён только после публикации издания). В конце месяца сервис на основании нарушения условий пользовательского соглашения удалил ролики «Открытых медиа» про усадьбы ближайшего окружения президента, построенные рядом с предполагаемым дворцом Путина, и предполагаемой дочери главы государства Луизы Розовой.
В газете «Завтра» было высказано мнение о том, что «само название „РУТУб“ не предполагает никакого развития. Тот же „ЮТУб“, только зачем-то „РУ“».